# 福氏蛇綿鳚
福氏蛇綿鳚，為輻鰭魚綱鱸形目绵鳚亞目绵鳚科的其中一種，分布於中東太平洋區，從加利福尼亞灣至墨西哥中部等海域，屬深海底棲性魚類，棲息深度在水深660至953公尺，體長可達15.8公分，屬肉食性，以腹足動物為食。

## 扩展阅读
維基物種上的相關：福氏蛇綿鳚